# Tabla

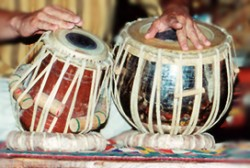
Tabla-Paar

Die Tabla (Hindi: तबला tablā aus arabisch طبلة, DMG ṭabla „Trommel“) ist ein Schlaginstrument der nordindischen Musik. Sie besteht aus zwei kleinen Kesseltrommeln, deren Felle mit einem charakteristischen kreisrunden Auge versehen sind und mit den Fingern beider Hände gespielt werden. Sie verfügt über ein großes Klangspektrum. Die Tabla wird sowohl in der klassischen Hindustani-Musik gespielt, als auch in volkstümlicher und religiöser Musik eingesetzt, hauptsächlich in Indien, Pakistan und Bangladesch. In der afghanischen Musik ist die Tabla ein weit verbreitetes Rhythmusinstrument. Seit den 1960er Jahren wird sie wegen ihres Klangs auch im westlichen Pop und Jazz verwendet.

## Entstehung
Das Wort geht auf das Arabische aṭ-ṭabl zurück, mit dem in der arabischen Musik allgemein Trommeln und Pauken bezeichnet werden. Auf Persisch heißt die Trommel tinbal (wovon die Trommelnamen timba und timbales abgeleitet sind), die regionale Bezeichnung für verschiedene Trommeln im Maghreb ist t'bol.
Der Trommeltyp kam mit der von den Muslimen eingeführten, paarweise gespielten Palasttrommel naqqara nach Nordindien. Im 18. Jahrhundert entwickelte sich die Tabla vermutlich aus den von der naqqara abgeleiteten, kleineren Kesseltrommelpaaren vom Typ der duggi. Der Aufbau der mehrlagigen Felle mit Stimmpaste ist indischen Ursprungs und entspricht den älteren indischen Trommeln pakhawaj und mridangam. Eine Legende führt ihre Erfindung auf den Persisch sprechenden Amir Chosrau (1253–1325) zurück, der eine pakhawaj in der Mitte zerlegt haben soll. Bis ins 18. Jahrhundert wurden die Tabla, die sarinda und andere indische Instrumente auch in der persischen Musik gespielt.

## Bauform

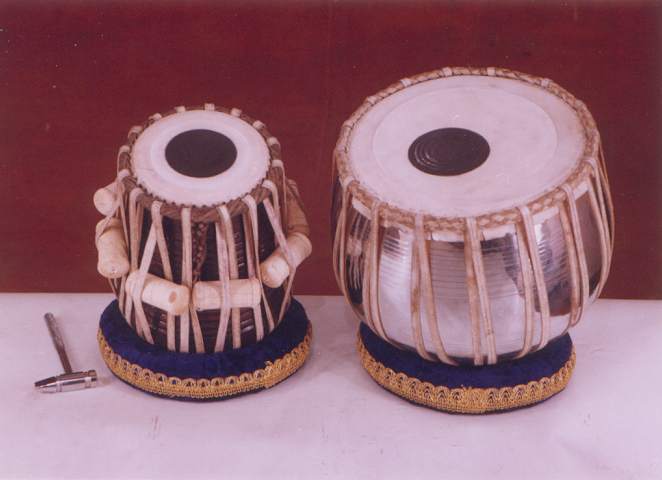
Links Dayan, rechts Bayan, auf Ringen mit Stimmhammer

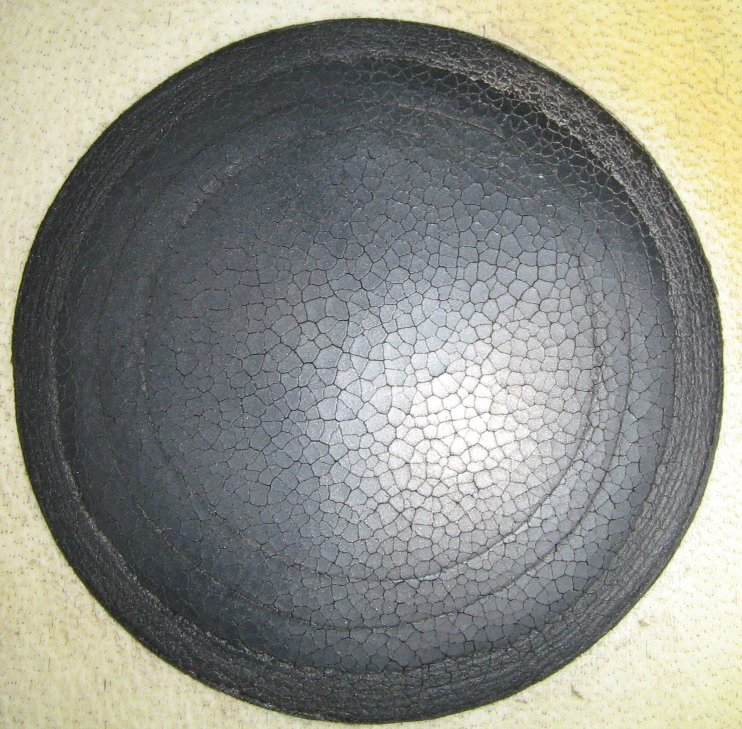
Stimmpaste auf einer Bayan

Das Tabla-Set besteht aus zwei Trommeln.
Die kleinere Trommel ist die eigentliche Tabla und wird auch als दायाँ Dāyāṁ, Dayan (wörtlich „rechts“, oder दाहिना Dāhinā, Siddha, Chattū) bezeichnet. Sie wird mit der dominanten Hand gespielt und ist meist aus einem etwa bis zur Hälfte ausgehöhltem zylindrischen Stück Holz (लकड़ी Lakṛī), meist Teak- oder Palisanderholz (Shisham) gefertigt. Die zylindrischen Holzklötze zwischen Korpus und Riemen ermöglichen ein Justieren der Fellspannung. Der Klang der Dayan ist hoch und glockenartig. Ihr Stimmumfang ist begrenzt. Um den gesamten Tonumfang abzudecken, gibt es sie in Größen von 12 bis 15 cm Kesseldurchmesser.
Die größere Trommel wird als बायाँ Bāyāṁ, Bayan („links“, oder डग्गा Daggā, डुग्गी Ḍuggī, Dhama) bezeichnet und wird mit der nichtdominanten Hand gespielt. Sie hat einen tiefen, bassigen Klang, ähnlich der ihr verwandten Pauke. Messing (पीतल Pītal), Kupfer (ताँबा tāmbā) und Lehm (मिट्टी miṭṭī) sind die bevorzugten Materialien zur Herstellung der Bayan. Manchmal wird aus Kostengründen auch Aluminium oder Stahl verwendet. In Teilen Punjabs und Bengalens findet man auch Bayans aus Ton oder Holz. Der Felldurchmesser der Bayan liegt zwischen 22,5 und 24 cm.
Beide Trommeln sind mit kompliziert aufgebauten Fellen (पुड़ी Puṛī) bespannt. Sie bestehen aus drei Lagen sonnengetrockneter Ziegenhaut, die am Rand durch einen verflochtenen Wulst aus Tierhautstreifen (गजरा Gajrā) fest miteinander verbunden sind. Dieser Wulst dient dazu, die Trommelfelle durch die Riemen (बद्धी Baddhī oder तसमा tasmā) auf den Korpus zu spannen und am unteren Rand der Trommel mit einem kleineren Ledestreifenwulst (कुंडल Kuṃḍal) zu fixieren. Die untere und obere Ziegenhaut des Schlagfells sind bis auf einen Ring ausgeschnitten und bedecken somit nicht das ganze Puri. Nur die mittlere Ziegenhaut ist das eigentlich schwingende Fell. Der äußere dieser Ringe wird चाँटी Chānṭī oder किनार Kinār genannt. Auf ihm werden viele Schläge ausgeführt, wie der Primärschlag nā. Der innere Ring heißt लव Lav, मैदान maidān oder सुर Sur und dient z. B. zur Ausführung des Schlages tā.
Das Augenfälligste der Trommeln sind die schwarzen Punkte (स्याही Syāhī, wörtlich „Tinte“; sonst genannt Shāī oder गाब Gāb) in der Mitte (bei der Dayan) beziehungsweise etwas aus der Mitte gerückt (bei der Bayan) auf den Fellen. Das Syahi ist eine ausgetrocknete und ausgehärtete Stimmpaste. Die Stimmpaste enthält Stärke (Kleber), Eisenstaub und andere Zutaten. Die genaue Zusammensetzung variiert von Instrumentenbauer zu Instrumentenbauer (Tabla Wala) und gehört meist zum Betriebsgeheimnis. Die Herstellung des Syhai ist ein langwieriger Prozess: Erst wird eine dünne Schicht Stimmpaste aufgetragen. Wenn sie ausgetrocknet ist, wird diese poliert und kontrolliert gebrochen, um daraufhin eine weitere Schicht aufzutragen, sie zu trocknen, zu polieren und kontrolliert zu brechen. Üblicherweise wird dieser Vorgang drei- bis elfmal wiederholt. Durch das Brechen entstehen die charakteristischen kleinen Risse in dem Syahi. Das Syahi besteht somit nicht aus einem massiven Block, sondern aus vielen kleinen Teilen, die nur nach unten mit der Ziegenhaut aber nicht untereinander verbunden sind. So hat das Syahi eine gewisse Flexibilität. Der Zweck des Syahi ist es, die Masse des Fells zu erhöhen. Das Syahi der Bayan befindet sich etwas außerhalb des Zentrums des Fells, damit der Spieler mit dem Handgelenk Druck auf das Fell ausüben kann. Das Syahi hat größten Einfluss auf den Klang – kleinste Unterschiede in der Beschaffenheit verändern die Klarheit, Tonhöhe und die tonalen Möglichkeiten der Trommeln.
Das Puri ist ein physikalisches Federpendel. Das Syahi stellt die Masse dar, die Ziegenhaut die Feder. Das Keenar unterdrückt natürliche Obertöne. Dadurch hat die Tabla im Gegensatz zu den meisten anderen Trommeln eine definierte Tonhöhe mit ganzzahligen Obertönen.
Die Trommeln werden mit einem kleinen Stimmhammer (हथौड़ी Hathauṛī) gestimmt. Dazu schlägt der Tablaspieler bei der Dayan mit dem Hammer vorsichtig auf die zylindrischen Stimmklötze गट्टा Gaṭṭā aus Holz. Deren Position bestimmt über die ledernen Spannriemen (बद्धी Baddhī oder तसमा tasmā) die Spannung des Fells. Tiefere Position der Stimmhölzer bedeutet in der Regel höhere Spannung und damit höherer Ton. Das Stimmen der Bayan wird dagegen durch vorsichtiges, kreisrundes Schlagen mit dem Stimmhammer auf den das Fell umgebenden Spannwulst vollzogen. Gelegentlich werden hier auch flache hölzerne Stäbchen zwischen Trommelkessel und Spannriemen geklemmt. Dann bestimmt deren Anzahl und Position die Stimmung.

## Spieltechnik

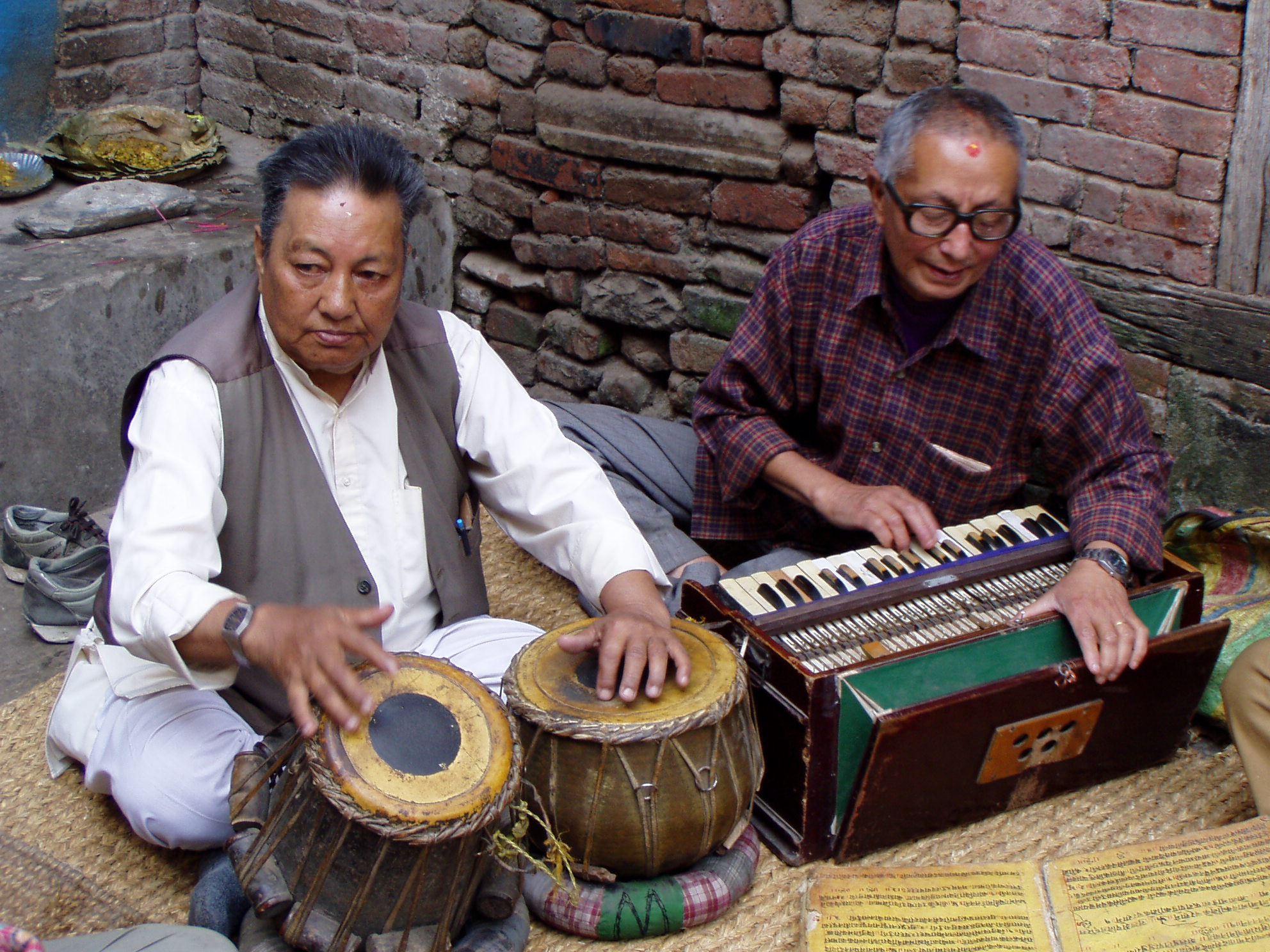
Tabla-Spieler in Kathmandu

Zum Spielen werden die Trommeln in Ringe (गिडरी Giḍrī) gestellt, damit sie den nötigen Halt haben und der Korpus unbeeinträchtigt schwingen kann. Der Spieler sitzt meist im Schneidersitz vor den Trommeln. Jede Trommel wird mit einer Hand gespielt. Die höhere Trommel wird auf den Grundton des begleiteten Instruments gestimmt, sodass das Tablaspiel die Melodie des Solisten unterstützt. Die Bayan kann eine Quarte niedriger gestimmt werden.
Die rechte, höhere Trommel erlaubt, neben dem Grundton des offen schwingenden Fells noch bis zu drei weitere harmonische Obertöne zu erzeugen. Der Trommler schlägt dazu die Trommel an einem bestimmten Punkt (am Rand oder zwischen Stimmpaste und Rand) mit dem Zeigefinger an und berührt gleichzeitig mit dem Ringfinger das Fell, so dass ein klingender Flageolettton entsteht.
Andere Schlagtechniken sind der geschlossene Anschlag mit einem Finger und der gedämpfte Anschlag mit dem Daumenballen.
Die Basstrommel wird mit den Fingerkuppen angeschlagen während das Handgelenk auf dem Fell liegt. Durch Veränderung des Drucks auf das Fell entstehen die charakteristischen Glissandi und Bassmelodien.
Tabla-Spieler bedienen sich zur Bezeichnung der einzelnen Schläge und Schlagkombinationen eines Systems von Sprechsilben (Bols), so dass man jedes Muster nicht nur spielen, sondern auch sprechen kann, zum Beispiel:
Dha titi kite dha ge na tun na dha ti dha ge dhin na ge na
Die Beziehung zwischen Silbe und Anschlagstechnik ist allerdings nicht eindeutig. Sie variieren je nach Schule (Gharana), Stil und Geschwindigkeit eines Stückes. Nichtsdestotrotz besitzen Silben, die einen Schlag auf der hohen Dayan repräsentieren, einen dentalen Anfangsvokal. Sprechsilben, die einen Klang der Bayan darstellen, beginnen dagegen mit einem velaren Laut. Im Prinzip lassen sich folgende Anschlagstechniken unterscheiden.
- Auf der Basstrommel erfolgt
  - ein geschlossener, nicht klingender Anschlag (ke oder kat).
  - ein offener Anschlag (ge); dieser Anschlag kann durch gleichzeitigen Druck mit dem Ballen auf das Trommelfeld in der Tonhöhe variiert werden.
- Auf der hohen Trommel erfolgen
  - offene Anschläge tun, tin und na. Diese haben eine definierte Tonhöhe, wobei tun der tiefste, na der höchste Ton ist.
  - geschlossene Anschläge ti, te oder tit.
  - Anschläge mit dem Ballen
- Auf beiden Trommeln: Werden die Schläge der hohen Trommel zusammen mit ge auf der Basstrommel ausgeführt, entstehen die Bols:
  - tun → dhun,
  - tin → dhin,
  - na → dha,
  - tit → dhet.

Der Wechsel von Schlägen mit und ohne Bass, ist ein wesentliches Mittel, die Struktur des Tals darzustellen. Bassmelodie und Glissandi können schriftlich nur schwer fixiert werden, werden aber bei der Rezitation einer Komposition imitiert. Es handelt sich bei der Trommelsprache der Tabla, weniger um ein schriftliches als um ein mündliches Notationssystem. Die Rezitation der Anschlagsilben dient auch dem Auswendiglernen von Kompositionen. Auch in einem Tablasolo können Stücke, bevor sie gespielt werden, stimmlich vorgetragen werden.

## Verwendung
Grundlage des Spiels sind rhythmische Zyklen (Tala), die den Rahmen für vielfältige rhythmische Variationen und virtuose Improvisation bieten.
Die Tabla ist das Standard-Perkussionsinstrument in der klassischen nordindischen Musik (im Gegensatz zur südindischen Musik, wo vor allem die zweiseitig bespannte Trommel Mridangam Verwendung findet). Die Tabla kann als begleitendes Instrument für ein Melodieinstrument, etwa Sitar gespielt werden. Dann ist es ihre Aufgabe den Tala zu verdeutlichen, indem sie dessen festgelegtes Muster (Theka) spielt, und rhythmische Verzierungen anzubringen, insbesondere um die Hauptbetonung des Tala hervorzuheben.
Falls die Tabla solistisch gespielt wird, begleitet sie ein Melodieinstrument, traditionell das Streichinstrument sarangi, häufig das indische Harmonium, beide wiederholen ständig eine kurze, auf- und absteigende Melodiephrase (lahara, „Welle“). Der Tablaspieler improvisiert nach den Regeln des Tala oder verwendet komponierte Stücke. Er kann die Betonungen gegen den zugrundeliegenden Tala verschieben und Gegen- und Kreuzrhythmen verwenden, die erst nach längerer Zeit wieder aufgelöst werden. Die Laharamelodie dient den Zuhörern als Orientierung innerhalb des Tala. Ein Tablasolo kann ein kurzes Intermezzo in einem Konzert sein oder über eine Stunde dauern, die Begrenzung liegt nur in der Kreativität und der Repertoirekenntnis des Spielers.
Die Tabla ist ferner ein Begleitinstrument des klassischen Tanzes Kathak und der religiösen Gesänge der Hindus (Kirtan und Bhajan), Muslime (Qawwali) und Sikhs. Auch die Filmmusik von Bollywood verwendet sie gern.
Wegen des breiten Ton-Repertoires wird sie seit den 1960er Jahren in westlichen Fusion-Musikprojekten, im Jazz und in der Weltmusik eingesetzt. Als bedeutendster Tablaspieler bis zu seinem Tod 1976 galt Ahmed Jan Thirakwa. Der im Jahr 2000 verstorbene Alla Rakha trug maßgeblich dazu bei, die Tabla auch als Soloinstrument zu etablieren. Seither wird in erster Linie Zakir Hussain genannt, der außerhalb Indiens vor allem durch die Zusammenarbeit mit dem Gitarristen John McLaughlin bekannt geworden ist. Andere (im Westen) bekannte Spieler sind Trilok Gurtu, Anindo Chatterjee, Swapan Chauduri, Talvin Singh, Tari Khan und Ustad Shaukat Hussain Khan.
Mehrere, im Halbkreis aufgestellte und unterschiedlich gestimmte Dayans ergeben eine Tabla Tarang. Dieser selten zu hörende Trommelsatz mit einem Tonumfang von zwei Oktaven wird als Melodieinstrument eingesetzt.

## Gharana
Da Tabla traditionell nur im engen Lehrer-Schüler-Verhältnis mündlich unterrichtet wurde, bildeten sich verschiedene regionale Schulen (Gharana) heraus, die sich in Feinheiten der Anschlagtechnik und dem Repertoire unterscheiden. Der Senior einer Gharana heißt Khalifa. Besonders effektvolle Kompositionen wurden häufig nur innerhalb seiner Familien weitergegeben an Söhne oder Schwiegersöhne des Khalifa. Sie stellten gewissermaßen das Betriebskapital der Hofmusiker an den Fürstenhöfen Nordindiens dar. Seit dem Niedergang der Höfe nimmt die Bedeutung der geschlossenen Gharana ab, da viele bedeutende Musiker Lehrer verschiedenen Schulen hatten. Auf die stilgerechte Ausführung von Kompositionen der einzelnen Schulen wird jedoch weiterhin Wert gelegt.
Meist werden folgende Gharana genannt: Delhi, Ajrada, Lucknow, Farrukhabad, Benares, Punjab. Unter ihnen gilt die Gharana von Delhi als die älteste. Die Tradition der Namen berühmter Spieler und der ihnen zugeschriebenen Kompositionen reicht etwa 200–250 Jahre zurück. Die Datierung, Entwicklung und Beeinflussung der einzelnen Schulen untereinander ist allerdings nicht vollständig klar und Teil der mündlichen Tradition. Das Tablaspiel wurde beeinflusst vom Spiel der pakhawaj und Trommeln aus der Volksmusiktradition wie den Röhrentrommeln dholak oder dholki und der Kesseltrommel nakkara.

## Repertoire
Die Tabla besitzt ein eigenes Repertoire an Kompositionen, die fast nur auf diesem Instrument gespielt werden. Es gibt dabei zwei Arten von Stücken: zum einen Kompositionen, die eine feste Form haben und unverändert gespielt werden, zum anderen Formen, die aus einem Thema und Variationen bestehen. Hier werden die Variationen häufig improvisiert. Eine Komposition ist jeweils an einen Tala gebunden. Die Anzahl der Kompositionen für den Tintal (16 Schläge) ist bei weitem am größten, sie werden bei Bedarf an einen anderen Tala angepasst.
Ein Tablasolo besteht aus einer Vielzahl von einzelnen Kompositionen und improvisierten Teilen.

### Feste Kompositionsformen

#### Tihai
Ein Tihai ist eine Phrase, die dreimal wiederholt wird und dazu dient, ein Ende oder einen Einschnitt zu markieren. Der letzte Ton (ein betontes Dha) fällt dabei immer auf die betonte erste Zählzeit eines Talazyklus (Sam). Zwischen den einzelnen Wiederholungen kann eine Pause stehen. Ein Tihai dient auch als Schlussphrase vieler Kompositionen.
Seine Spannung entsteht aus der Verschiebung der Betonung gegenüber dem zugrundeliegenden Zyklus bei jeder Wiederholung. Erst der letzte Schlag fällt wieder auf die Eins und löst die Spannung auf.
Beispiel für eine Tihai in Tintal der auf der ersten Zählzeit beginnt und einen Talazyklus umfasst.
| 1   | 2    | 3    | 4    | 5   | 6 | 7   | 8    | 9    | 10   | 11  | 12 | 13  | 14   | 15   | 16   | 1   |
| dha | tere | kete | take | dha |   | dha | tere | kete | take | dha |    | dha | tere | kete | take | dha |

#### Tukra
Tukra („Stück“) ist eine relativ kurze Komposition, die immer mit einem Tihai endet. Tukras werden meist in höherem Tempo gespielt.
Beispiel für eine Tukra in Tintal in Triolen, d. h. auf jede Zählzeit werden drei Schläge ausgeführt. Der Tihai ist hier sehr kurz und besteht nur aus der Phrase kata, dha.
| 1         | 2        | 3        | 4        | 5        | 6         | 7         | 8         |     |
| dha te te | ta te te | ge – na  | ra – na  | tak – ka | dhe te te | ge – ta   | ra – na   |     |
| 9         | 10       | 11       | 12       | 13       | 14        | 15        | 16        | 1   |
| dha ge te | te te te | ta ke te | te te te | dha – -  | − ka ta   | dha ka ta | dha ka ta | dha |

Paran ist eine Form ähnlich wie eine Tukra, die aber aus der Tradition der Tanzbegleitung stammt. Sie verwendet die schwereren Anschläge der Trommel Pakhawaj, die ursprünglich bei der Tanzbegleitung verwendet wurde.

#### Chakradar
Chakradar ist eine Form, die dreimal wiederholt wird wie ein Tihai. Dabei endet sie selbst mit einem Tihai. Zwischen den Wiederholungen kann eine Pause stehen. Der letzte Anschlag muss aber immer auf den ersten Schlag des Tala fallen. Chakradars werden in höherem Tempo gespielt und bilden Abschluss eine Tablasolos.
Beispiel für einen Chakradar Dieser Chakradar hat eine Länge von 11 Zählzeiten. Dreimal wiederholt umfasst er also 33 Zählzeiten, das sind zwei Zyklen des Tintal und ein Schlag.
| 1           | 2             | 3           | 4           | 5             | 6           | 7           | 8             |   |
| kat – te te | te te kra dha | te te ka ta | ga di ge ne | dha – kra dha | te te ka ta | ga di ge ne | dha – kra dha |   |
| 9           | 10            | 11          | 12          | 13            | 14          | 15          | 16            | 1 |
| te te ka ta | ga di ge ne   | dha – - -   | kat – te te | …             |             |             |               |   |

### Zyklische Kompositionsformen

#### Kaida
Kaida ist die wichtigste Form der zyklischen Komposition. Sie besteht aus einem Thema von einem oder mehreren Taktzyklen, das heißt eine Kaida in Tintal hat meist eine Länge von 16 oder 32 Schlägen, selten länger. Ein Kaida-Thema ist fast immer zweiteilig. Dabei sind beide Teile gleich, in der ersten Hälfte des zweiten Teils wird jedoch kein Bass gespielt (Part und Counterpart). Dieselbe Struktur weisen viele Tals zum Beispiel Tintal auf.
Beispiel eine Kaidathemas in Tintal
| 1      | 2      | 3      | 4         | 5      | 6      | 7     | 8     |
| dha ti | dha ge | na dha | tere kete | dha ti | dha ge | tu na | ka ta |
| 9      | 10     | 11     | 12        | 13     | 14     | 15    | 16    |
| ta ti  | ta ke  | na ta  | tere kete | dha ti | dha ge | tu na | ka ta |

Die Zählzeiten 9 bis 12 entsprechen den Zählzeiten 1 bis 4 ohne Bass. Die Anschlagfolge tuna kata findet sich bei sehr vielen Kaidas als Endfloskel des Themas.
Die Variationen (Palta oder Vistar) werden aus den Schlagfolgen des Themas gebildet.
Dabei wird das Thema in mehrere Schlagfolgen zerlegt und neu aufgebaut. Dabei sind Pausen und Wiederholung erlaubt. Im Beispielthema wären das etwa die Schlagfolgen Dha ti Dha ge na und Dha tere kete.
Die Variation kann die Länge des Themas haben oder doppelt so lang sein.
Beispiel
Erster Teil eine Variation zum oben angegebene Thema. Hier wird die Schlagfolge Dha tere kete des Themas variiert und betont. Der erste und vierte Abschnitt (Zählzeit 1–4 und 13–16) entspricht dem Thema. Danach folgt die Wiederholung dieses Teils jedoch ohne Bassanschlag auf den Zählzeiten 1–9.
| 1        | 2         | 3         | 4         | 5        | 6         | 7         | 8     |
| dha ti   | dha ge    | na dha    | tere kete | dha tere | kete take | tere kete | dha - |
| 9        | 10        | 11        | 12        | 13       | 14        | 15        | 16    |
| dha tere | kete take | tere kete | dha -     | dha ti   | dha ge    | tu na     | ka ta |

Die Abfolge der Variationen muss eine gewisse Systematik aufweisen, kann aber ebenso unterschiedlich sein wie die Anzahl der gespielten Variationen. Im Konzert werden Variationen auch improvisiert.
Der Kaida wird mit einem Tihai abgeschlossen, der ebenfalls aus dem Thema gebildet wird.
Die Kompositionsform Kaida nimmt in der Ausbildung einen breiten Raum ein. An verschiedenen Kaida-Themen und Variationen übt der Schüler die verschiedenen Anschläge und lernt die Struktur der Komposition kennen. Er muss meist viele Variationen auswendiglernen und neue Variationen erfinden.

#### Peshkar
Peshkar ist eine zyklische Kompositionsform wie der Kaida. Er wird als Eingangsstücks eines Tablasolos in langsamen Tempo gespielt und weist mehr rhythmische Feinheiten und Verzierungen auf als ein Kaida. Er folgt ebenso wie ein Kaida der Struktur des Talas. Der Charakter der Komposition verlangt klangvolle Anschläge und die Darstellung von Kreuz- und Gegenrhythmen.

#### Rela
Rela ist ebenfalls eine zyklische Kompositionsform mit Thema und Variationen. Er wird in schnellem Tempo mit sehr hoher Dichte von Anschlägen gespielt. Deshalb werden nur bestimmte Anschlagsformen verwendet, die entsprechend schnell ausgeführt werden können. Seine Variationen sind meist einfacher aufgebaut als diejenigen eines Kaidas und weisen ein hohes Maß an Wiederholungen auf. Pausen werden selten verwendet. Aus dem gleichmäßigen Fluss der Anschläge stechen einzelne klingenden, gegenüber geschlossenen Anschläge hervor, und bilden eine eigene rhythmische Ebene. Der Rela gibt dem Spieler Gelegenheit seine Virtuosität zu zeigen.